# BITTERSWEET FOOLS
《BITTERSWEET FOOLS》（ビタースウィート フールズ）是2001年minori公司所發行的十八禁遊戲。

## 概要
以義大利佛羅倫斯為舞台，描寫展開攸關性命戰鬥的青年，與純真的少女相遇的戀愛冒險遊戲。DC以及PS2的全年齡版、D3出版社（D3 Publisher）的Simple 2000版也已經發售。
2005年12月28日PC重製版發售。

## 登場人物
表示為角色名（聲優）。聲優是DC版以及PS2版。
（聲優：鶴博幸）
住在一樓公寓花店的狙擊手（全年齡版是「世間の掃除屋」）。偽裝成學生，アラン是假名。看起來很冷漠，但其實很溫柔。頭腦很好，西洋棋名人。沒有被詳細說明，但原本似乎是孤兒。
（聲優：倖月美和）
黑手黨首領的孫女。家族內部紛爭導致雙親性命危險，因モーリス的提議躲在アラン的房間。明亮純粹的性格且禮儀端正。體育不錯，但不善於家務。
（聲優：浜田賢二）
擔任政府的反恐怖活動行動的秘密組織一員。パレルモ是假名。跟同伴シエナ・エリチェ在公寓的一個房間共同生活。深思熟慮穩健的性格。
（聲優：浅野るり）
樂於見到麻煩的女性，擁有相當豐富的醫療知識。
（聲優：奥田啓人）
冷淡且沉默寡言但很體貼朋友。手槍を始めとする火気の取扱に擅長。
（聲優：長谷川智子）
倒在街角被パレルモ帶回去，和他們一起生活的謎之少女。

## 主要製作人員
- 企畫：nbkz
- 原畫：相田裕
- 劇本：古我望
- 片頭動畫：新海誠

## 相關產品
- PC版（18禁）遊戲《BITTERSWEET FOOLS》、minori （2001年）
  - 重製版 （2005年）
- PS2版遊戲 Simple2000系列VOL.9《THE恋愛アドベンチャー BITTERSWEET FOOLS》、D3出版社 （2002年）
- DC版遊戲 Simple2000DC系列 《BITTERSWEET FOOLS》、D3出版社 （2002年）
- 書籍《BITTERSWEET FOOLS ビジュアルファンブック》、軟銀出版 （2002年）
- 音樂CD《BITTERSWEET FOOLS ～Dolce～》、TWOFIVE RECORD （2003年）

## 外部連結
- minori製品情報（18歳未満禁止）（2009年6月起，網站屏蔽了日本以外的訪問。）（日語）
- PlayStation 2版遊戲 Simple2000系列VOL.9《THE戀愛アドベンチャー BITTERSWEET FOOLS》網頁（页面存档备份，存于）（日語）
- Dreamcast版遊戲 Simple2000DC系列 《BITTERSWEET FOOLS》網頁（页面存档备份，存于）（日語）
- 《BITTERSWEET FOOLS》在視覺小說數據庫的頁面 （英文）